# 海津雪乃
海津 雪乃（かいづ ゆきの、1998年〈平成10年〉5月14日 - ）は、日本の女性グラビアアイドル、タレントである。所属事務所はTRUSTAR。
新潟県加茂市出身。新潟明訓高等学校、中央大学理工学部人間総合理工学科卒業。

## 経歴
2017年、東京ドームのビールの売り子をしている時代に「可愛すぎるビールの売り子」としてマツコ会議で取り上げられる。
2021年10月9日、同月よりスカウトをきっかけに芸能事務所TRUSTARに所属したことをTwitterにて発表。

## 人物
- 趣味・特技は旅行、食べ歩き、ゲーム、漫画、アニメ。

## 出演

### テレビ
- マツコ会議（2017年5月27日・2020年3月21日・2022年2月12日、日本テレビ）
- 人生最高レストラン（2020年12月19日・2021年2月13日、TBS）
- 彼女とデートなう（2021年12月、テレビ大阪）
- 全力坂（2022年1月31日・2月9日、テレビ朝日）
- 18禁の恋がしたい（2021年9月10日 - 10月31日、Paravi）
- 大河ドラマ 光る君へ 第39回 - 第43回（2024年10月13日 - 11月10日、NHK）- 脩子内親王 役[4]

### 映画
- 田村悠人 ISOLATED（2025年6月6日）

### ウェブテレビ
- LOVE CATCHER Japan（2023年12月16日 -、ABEMA）

### 雑誌
- 週刊ヤングジャンプ（2021年10月14日）[5]

## 書籍
デジタル写真集
- Playball!!（2022年3月17日、集英社）
- 隠された武器（2022年7月4日、週刊プレイボーイ）
- EX大衆デジタル写真集「カイヅちゃん」（2022年10月15日、双葉社）